# براباصور
البراپاصورس (Barapasaurus) هو جنس من ديناصورات الصوروبودا من صخور الجوراسي المبكر في الهند، العينة الوحيدة هي B. tagorei.، البراپاصورس جاء من أسفل جزء في تكوين كوتا [الإنجليزية] والذي يعود تاريخه إلى مراحل السنموري والبلنسباخي في الجوراسي المبكر، ولذلك فهو واحد أقدم الصوروبوديات المعروفة، البراپاصورس معروف من حوالي 300 عظمة من ستة أفراد على الأقل ولذلك فالهكيل العظمي معروف تمامًا تقريبًا بإستثناء الفقرة العنقية الأمامية والجمجمة، وهذا يجعل البراپاصورس واحدًا من أكثر الصوروبوديات المعروفة تمامًا من الجوراسي المبكر.

## وصلات خارجية
- Barapasaurus نسخة محفوظة 7 سبتمبر 2015 على موقع واي باك مشين.
- Barapasaurus